# Terremoto di Lubiana del 1895
Il terremoto di Lubiana del 1895 (in sloveno: ljubljanski potres) è un evento sismico che ha colpito la città di Lubiana, l’allora capitale della Carniola, il 14 aprile 1895, giorno di Pasqua. È stato l'ultimo ed il più devastante evento della zona.

## Storia
L'evento ha avuto inizio alle 20:17 UTC (22:17 ora locale) con magnitudo di 6,1 e un'intesità pari a VIII-IX della scala Mercalli. L'epicentro si trovava a Janče, un insediamento nella provincia di Lubiana a circa 16 km dal capoluogo e sviluppatosi ad una profondità di 16 km. La scossa è stata avvertita in un raggio di 350 km e in un'area di 385000 km², raggiungendo città come Assisi, Firenze, Vienna, Spalato. Nei dieci giorni successivi si sono verificate circa 100 scosse di assestamento.
I maggiori danni si verificarono in un raggio di circa 18 km, tra le città di Ig e Vodice. Alla fine XIX secolo la popolazione di Lubiana era circa 31 000 abitanti e si contavano circa 1 400 edifici. Un decimo degli edifici venne danneggiato o distrutto dal sisma, imprecisato è il numero dei morti, ma fu fortunatamente molto limitato.
In piazza Vodnik a quel tempo esisteva un antico monastero con al suo interno un collegio femminile ed una biblioteca, durante la scossa fu pesantemente danneggiato tanto da essere demolito. Al suo posto venne realizzato l'attuale mercato Centrale di Lubiana. Il danno fu stimato in 7 milioni di fiorini.
Il mattino seguente alla scossa il consiglio comunale adottò immediatamente misure di emergenza per garantire assistenza alle vittime e per coordinare le forze di polizia nell'ispezione delle case danneggiate. Le scuole furono chiuse in via precauzionale come anche alcune fabbriche. Aiuti arrivarono dalle zone limitrofe dell'impero, in particolare da Vienna, dalle terre ceche e dalla vicina Croazia-Slavonia.